# التسلسل الزمني للحركة البارالمبية
يشير هذا الجدول إلى المعالم الرئيسية في الحركة البارالمبية بما في ذلك تطوير الألعاب البارالمبية الصيفية والألعاب البارالمبية الشتوية واللجنة البارالمبية الدولية.
| السنة | الحدث |
| ----- | --- |
| 1944  | أنشأ لودفيج جوتمان مركز إصابات العمود الفقري في مستشفى ستوك ماندفيل. |
| 1948  | في 29 يوليو يوم حفل افتتاح دورة الألعاب الأولمبية في لندن عام 1948 نظم لودفيج جوتمان أول مسابقة للرياضيين على الكراسي المتحركة والتي أطلق عليها اسم ألعاب ستوك ماندفيل وهي علامة بارزة في تاريخ الألعاب البارالمبية. وشارك في هذه العملية 16 جنديًا وامرأة مصابين شاركوا في الرماية. |
| 1952  | سافر الجنود الهولنديون السابقون إلى إنجلترا للتنافس ضد الرياضيين البريطانيين مما أدى إلى إنشاء ألعاب ستوك ماندفيل الدولية. |
| 1955  | اللجنة الدولية لرياضة الصم (CISS) معترف بها رسميًا من قبل اللجنة الأولمبية الدولية (IOC). |
| 1960  | 18 - 25 سبتمبر: دورة الألعاب البارالمبية الصيفية في روما - 400 رياضي من 23 دولة و57 حدثًا في 8 رياضات. وقد أصبحت هذه الألعاب تُعرف باسم الألعاب البارالمبية الصيفية الأولى وكانت دورة ألعاب ستوك ماندفيل الدولية التاسعة. ثم اتبعت الألعاب أولمبياد روما واستخدمت نفس الأماكن. |
| 1960  | تم إنشاء لجنة ألعاب ستوك ماندفيل الدولية (ISMGC). |
| 1962  | تم إنشاء المنظمة الرياضية الدولية للمعاقين (IOSD) لمساعدة ضعاف البصر ومبتوري الأطراف والأشخاص المصابين بالشلل الدماغي والمصابين بشلل نصفي الذين لم يكونوا مؤهلين للمنافسة في ألعاب ستوك ماندفيل الدولية. |
| 1964  | 3 - 12 نوفمبر: دورة الألعاب البارالمبية الصيفية في طوكيو - 375 رياضيًا من 21 دولة و144 حدثًا في 9 رياضات. تمت إضافة رفع الأثقال إلى البرنامج. حيث أقيم حفل الافتتاح أمام 5000 متفرج. |
| 1968  | 4-13 نوفمبر: الألعاب البارالمبية الصيفية - 750 رياضيًا من 29 دولة و181 حدثًا في 10 رياضات. وشملت الرياضات الجديدة لعبة البولينج وكرة السلة للسيدات وسباق الكراسي المتحركة 100 متر للرجال. |
| 1972  | 2 - 11 أغسطس: دورة الألعاب البارالمبية الصيفية في هايدلبرغ - 984 رياضيًا من 43 دولة وأحداث 1987 في 10 رياضات أحداث خاصة بالشلل الرباعي تضاف إلى البرنامج لأول مرة. فعاليات توضيحية للرياضيين المعاقين بصرياً. تم استخدام هايدلبرغ لأن القرية الأولمبية في ميونيخ لم تكن متاحة حيث تم تحويلها إلى شقق خاصة. |
| 1976  | 3-11 أغسطس: دورة الألعاب البارالمبية الصيفية في تورونتو - 1657 رياضيًا من 38 دولة و447 حدثًا في 13 رياضة. حيث تنافس الرياضيون مبتوري الأطراف وضعاف البصر لأول مرة. تمت إضافة كرة الهدف والرماية والكرة الطائرة بوضعية الوقوف إلى البرنامج. الكراسي المتحركة المتخصصة في السباقات تستخدم لأول مرة. |
| 1976  | 21-28 فبراير: دورة أورنسكولدسفيك الشتوية للمعاقين - 198 رياضيًا من 16 دولة و53 حدثًا في رياضتين. كانت الألعاب البارالمبية الشتوية الأولى. وأظهرت الألعاب ابتكارات في تصميم معدات التزلج من خلال "التزلج على ثلاثة مسارات" باستخدام العكازات. وكان الحدث التوضيحي هو سباق الزلاجات. |
| 1976  | أقر مؤتمر اليونسكو حق الأشخاص ذوي الإعاقة في المشاركة في الرياضة والتربية البدنية. |
| 1980  | 21-30 يونيو: دورة الألعاب البارالمبية الصيفية في أرنهيم - 1973 رياضيًا من 42 دولة و489 حدثًا في 12 رياضة. تم إضافة لعبة الكرة الطائرة جلوسًا إلى البرنامج. ورفضت موسكو استضافة الألعاب. رياضيون مصابون بالشلل الدماغي يتنافسون للمرة الأولى. حيث كان هناك 12000 متفرج في حفل الافتتاح. |
| 1980  | 1-7 فبراير: دورة الألعاب البارالمبية الشتوية في جيلو - 350 رياضيًا من 18 دولة و63 حدثًا في رياضتين. مبتوري الأطراف وذوي الإعاقة البصرية والآخرين"les autres" يتنافسون لأول مرة في دورة الألعاب الشتوية. |
| 1982  | تم إنشاء لجنة التنسيق الدولية للمنظمات الرياضية العالمية للمعاقين (ICC) من قبل اللجنة الأولمبية الدولية (IOC) بسبب الحاجة إلى هيئة إدارية واحدة لرعاية رياضة الإعاقة |
| 1984  | 17-30 يونيو (الولايات المتحدة) / 22 يوليو - 1 أغسطس (المملكة المتحدة): الألعاب البارالمبية الصيفية في ستوك ماندفيل/نيويورك - 1100 رياضي من 41 دولة (المملكة المتحدة) و1800 من 45 دولة (الولايات المتحدة الأمريكية) و903 أحداث في 18 رياضة. أقيمت ألعاب نيويورك في جامعة هوفسترا وأقيمت فعاليات لمبتوري الأطراف والرياضيين المصابين بالشلل الدماغي وضعاف البصر. حيث كانت ألعاب ستوك ماندفيل مخصصة للرياضيين الذين يعانون من إعاقة في النخاع الشوكي. وتقرر أن تقام الألعاب المستقبلية في مدينة واحدة. تمت إضافة لعبة البوتشيا وركوب الدراجات على الطرق وكرة القدم السبعة"خاصة بالمصابين بالشلل الدماغي" إلى البرنامج. |
| 1984  | 14-20 يناير: دورة الألعاب البارالمبية الشتوية في إنسبروك - 457 رياضيًا من 21 دولة و107 أحداث في 3 رياضات. رياضيون مصابون بالشلل الدماغي يتنافسون للمرة الأولى. |
| 1984  | تضمنت أولمبياد لوس أنجلوس 1984 سباقات الكراسي المتحركة 1500 متر للرجال و800 متر للسيدات كأحداث توضيحية. |
| 1984  | مصطلح الألعاب البارالمبية التي وافقت عليها اللجنة الأولمبية الدولية. تم استخدامه في الفترة التي سبقت دورة الألعاب البارالمبية في سيول عام 1988. |
| 1988  | 15-24 أكتوبر: الألعاب البارالمبية الصيفية في سيول - 3057 رياضيًا من 61 دولة و732 حدثًا في 16 رياضة. استخدمت الألعاب مع المرافق الأولمبية. لأول مرة تنافس رياضيون قصيرو القامة في فئة الآخرون. تمت إضافة الجودو إلى البرنامج وكان التنس على الكراسي المتحركة رياضة استعراضية. |
| 1988  | 17-24 يناير: دورة الألعاب البارالمبية الشتوية في إنسبروك - 397 رياضيًا من 22 دولة و96 حدثًا في 4 رياضات. تم تقديم فعاليات التزلج على الجليد في رياضات التزلج على ارتفاع شاهق والتزلج الشمالي. |
| 1989  | في 22 سبتمبر استبدلت اللجنة البارالمبية الدولية (IPC) الآي سي سي باعتبارها الهيئة الإدارية للحركة البارالمبية مع الكندي روبرت ستيدوارد كرئيس أول لها. |
| 1990  | غيرت ISMFG اسمها إلى اتحاد الستوك ماندفيل الدولي لرياضات الكراسي المتحركة (ISMWSF). |
| 1990  | اتفاقية IPC مع المحكمة الجنائية الدولية بحيث تظل مسؤولة عن الألعاب البارالمبية حتى ما بعد دورة الألعاب البارالمبية في برشلونة عام 1992/ |
| 1992  | 3-14 سبتمبر: الألعاب البارالمبية الصيفية في برشلونة - 3001 رياضي من 33 دولة: و431 حدثًا في 16 رياضة وكان التنس على الكراسي المتحركة رياضة ميدالية لأول مرة. وقد حضر رئيس اللجنة الأولمبية الدولية خوان أنطونيو سامارانش الألعاب وأيدها. أقيمت الألعاب البارالمبية الافتتاحية للأشخاص ذوي الإعاقة الذهنية في مدريد بإسبانيا مباشرة بعد انتهاء الألعاب. الألعاب النهائية التي نظمتها الآي سي سي. |
| 1992  | 25 مارس - 1 أبريل: دورة الألعاب البارالمبية الشتوية في تيني/ألبرتفيل - 475 رياضيًا من 24 دولة و78 حدثًا في 3 رياضات. تمت إضافة البياتلون إلى البرنامج. أقيمت فعاليات توضيحية للرياضيين ذوي الإعاقة الذهنية في مجال التزلج الألبي والتزلج الريفي على الثلج. أول دورة ألعاب شتوية تتقاسم الملاعب الأولمبية. |
| 1992  | شعار العقل والجسد والروح (3 تاي غوك) تم اعتماده من قبل IPC واستخدم حتى عام 2003. |
| 1993  | أنشأت IPC لجنة علوم الرياضة. |
| 1994  | 10-19 مارس: دورة الألعاب البارالمبية الشتوية في ليلهامر - 492 رياضيًا من 31 دولة و133 حدثًا في 5 رياضات. أقيمت الألعاب الشتوية الأولى تحت سيطرة IPC وكانت الألعاب متوافقة مع جدول الألعاب الأولمبية الشتوية المنقح لمدة أربع سنوات. وقد تمت إضافة لعبة هوكي الجليد إلى البرنامج. |
| 1995  | انسحاب اللجنة الدولية لرياضة الصم (CISS) من IPC. |
| 1996  | 16-25 أغسطس: دورة الألعاب البارالمبية الصيفية في أتلانتا - 3259 رياضيًا من 104 دولة و508 حدثًا في 20 رياضة. وتم إدراج الرياضيين ذوي الإعاقة الذهنية لأول مرة في دورة الألعاب الصيفية. وتمت إضافة تخصص الفروسية وركوب الدراجات إلى البرنامج وكان الإبحار رياضة استعراضية. استضافت الـ IPC الألعاب رسميًا لأول مرة وتولت مسؤولية الألعاب المستقبلية. الألعاب الأولى لجذب الرعاية العالمية. ساعد 12000 متطوع في إدارة الألعاب. |
| 1998  | 5-14 مارس: دورة الألعاب البارالمبية الشتوية في ناغانو - 571 رياضيًا من 32 دولة و122 حدثًا في 4 رياضات. تم إدراج الرياضيين ذوي الإعاقة الذهنية لأول مرة في دورة الألعاب الشتوية. مع كون الإنترنت في بداياته سجل الموقع الرسمي 7.7 مليون زيارة خلال الألعاب. |
| 1999  | انتقلت IPC إلى ما تبقى من مقرها الرئيسي الحالي في بون بألمانيا. وحضر الافتتاح رئيس اللجنة الأولمبية الدولية خوان أنطونيو سامارانش. |
| 1999  | غيرت INAS-FMH اسمها إلى الاتحاد الرياضي الدولي للأشخاص ذوي الإعاقة الذهنية (INAS-FID). |
| 2000  | 18-29 أكتوبر: دورة الألعاب البارالمبية الصيفية في سيدني - 3881 رياضيًا من 122 دولة و551 حدثًا في 20 رياضة. أقيمت الألعاب الأولى في نصف الكرة الجنوبي. تم تضمين الأحداث النسائية في برنامج رفع الأثقال وأصبحت لعبة الرجبي والإبحار على الكراسي المتحركة من الرياضات ذات الميداليات لأول مرة. وقعت اللجنة الأولمبية الدولية اتفاقية تعاون مع IPC لتعزيز العلاقة بينهما. حظيت الألعاب بتغطية تلفزيونية دولية شاملة لأول مرة. وحضر أكثر من 340.000 من أطفال المدارس وتم إطلاعهم على الرياضة البارالمبية. |
| 2001  | خلف روبرت ستيدوارد اللاعب البارالمبي البريطاني السابق فيليب كرافن بعد أن خدم ثلاث فترات كرئيس. |
| 2001  | في 19 يونيو وقعت اللجنة الأولمبية البارالمبية الدولية آي بيه سي واللجنة الأولمبية الدولية آي أوه سي اتفاقية تضمن ممارسة "عرض واحد، مدينة واحدة" مما يعني أن المدينة نفسها ستستضيف كلاً من الألعاب الأولمبية والألعاب الأولمبية للمعاقين. |
| 2001  | أوقفت الجمعية العامة للجنة الأولمبية الدولية آي بيه سي الرياضيين ذوي الإعاقة الذهنية من الألعاب البارالمبية بسبب أن 69% من الرياضيين الذين فازوا بميداليات في أحداث الإعاقة الذهنية في ألعاب سيدني لم يحصلوا على التحقق الصحيح من الهوية. |
| 2002  | 7-16 مارس - الألعاب البارالمبية الشتوية في سولت ليك سيتي - 416 رياضيًا من 36 دولة و92 حدثًا في 5 رياضات. وقام المنظمون بتأمين التغطية التلفزيونية العالمية وكان هناك طلب كبير على التذاكر. |
| 2003  | تم انتخاب السير فيليب كرافن رئيس اللجنة البارالمبية الدولية كعضو جديد في اللجنة الأولمبية الدولية في الدورة الـ115 للجنة الأولمبية الدولية في براغ بتشيكوسلوفاكيا. |
| 2003  | وافق مجلس إدارة الآي بيه سي التصنيف الدولي للبراءات على تطوير مدونة التصنيف العالمي. |
| 2003  | الشعار الجديد "حركة الروح" (أجيتوس) المعتمد من قبل الآي بيه سي. |
| 2003  | وقعت IPC على القانون العالمي لمكافحة المنشطات وقامت بمراجعة قانون مكافحة المنشطات الخاص بها ليتوافق مع القانون العالمي لمكافحة المنشطات. |
| 2004  | 17-28 سبتمبر: الألعاب البارالمبية الصيفية في أثينا - 3808 رياضيًا من 135 دولة و517 حدثًا في 19 رياضة. تمت إضافة كرة القدم الخماسية إلى البرنامج. يشاهد جمهور التلفزيون العالمي المتراكم البالغ 1.8 مليار شخص دورة الألعاب البارالمبية في أثينا عام 2004. وقام أكثر من 3000 صحفي بتغطية الألعاب. |
| 2004  | تم إنشاء الاتحاد الدولي لرياضات الكراسي المتحركة ومبتوري الأطراف (IWSF) من خلال دمج ISMWSF وISOD. |
| 2005  | يتم تقديم الجوائز البارالمبية لأول مرة. |
| 2006  | 10-19 مارس: دورة الألعاب البارالمبية الشتوية في تورينو - 477 رياضيًا من 39 دولة 58 والأحداث في 4 رياضات. ظهرت لعبة الكيرلنج على الكراسي المتحركة لأول مرة في الألعاب. أطلقت IPC قناة الرياضة البارالمبية TV وهي قناة تلفزيونية عبر الإنترنت خلال الألعاب واجتذبت ما يقرب من 40 ألف مشاهد فريد من 105 دولة. |
| 2006  | تجاوزت إيرادات الآي بيه سي 5 ملايين يورو لأول مرة. |
| 2007  | تمت الموافقة على رمز تصنيف الـIPC والمعايير الدولية في اجتماع الجمعية العامة للـIPC الذي عقد في نوفمبر. |
| 2008  | 6-17 سبتمبر: الألعاب البارالمبية الصيفية في بكين - 3951 من 146 دولة و472 حدثًا في 20 رياضة. تمت إضافة التجديف إلى البرنامج. وشاهد 3.8 مليار شخص في جميع أنحاء العالم الألعاب عبر شاشات التلفزيون وحضر الألعاب 3.4 مليون متفرج. |
| 2009  | أعادت الجمعية العامة للجنة البارالمبية الدولية الرياضيين ذوي الإعاقة الذهنية إلى الألعاب البارالمبية. |
| 2009  | موقف آي بيه سي - الخلفي والمبادئ العلمية للتصنيف في الرياضة البارالمبية التي أقرتها لجنة علوم الرياضة الآي بيه سي ولجنة التصنيف ومجلس الإدارة في يونيو. |
| 2010  | 12-21 مارس: دورة الألعاب البارالمبية الشتوية في فانكوفر - 502 رياضيًا من 44 دولة و64 حدثًا في 5 رياضات. حيث بيعت 230 ألف تذكرة وهو رقم قياسي للألعاب. |
| 2012  | 29 أغسطس - 9 سبتمبر: دورة الألعاب البارالمبية الصيفية في لندن - 4,237 رياضيًا من 164 دولة و503 حدثًا في 20 رياضة. يعود الرياضيون ذوو الإعاقة الذهنية إلى الألعاب من خلال التنافس في ألعاب القوى والسباحة وتنس الطاولة. |
| 2012  | وقعت اللجنة البارالمبية الدولية واللجنة الأولمبية الدولية اتفاقية تعاون جديدة أدت إلى زيادة الدعم المالي للجنة الأولمبية الدولية وضمان إقامة الألعاب البارالمبية في نفس المدينة والأماكن التي تستضيفها الألعاب الأولمبية حتى طوكيو 2020. |
| 2012  | تجاوزت إيرادات الآي بيه سي 10 ملايين يورو لأول مرة. |
| 2012  | أطلقت الـIPC مؤسسة أجيتوس. |
| 2014  | 7-16 مارس: دورة الألعاب البارالمبية الشتوية في سوتشي - 541 رياضيًا من 45 دولة و72 حدثًا في 5 رياضات. تم بيع 316.200 تذكرة وهو أكبر عدد من التذاكر على الإطلاق للألعاب البارالمبية الشتوية. وتمت إضافة التزلج بلوح الثلج لذوي الاحتياجات الخاصة إلى البرنامج. بحيث بيعت 316.200 تذكرة متجاوزًا الرقم القياسي المسجل في ألعاب فانكوفر. |
| 2016  | 7-18 سبتمبر: الألعاب البارالمبية الصيفية في ريو دي جانيرو. حيث تمت إضافة باراكانوي وباراترياثلون إلى البرنامج. |